# Esmeralda Hooker

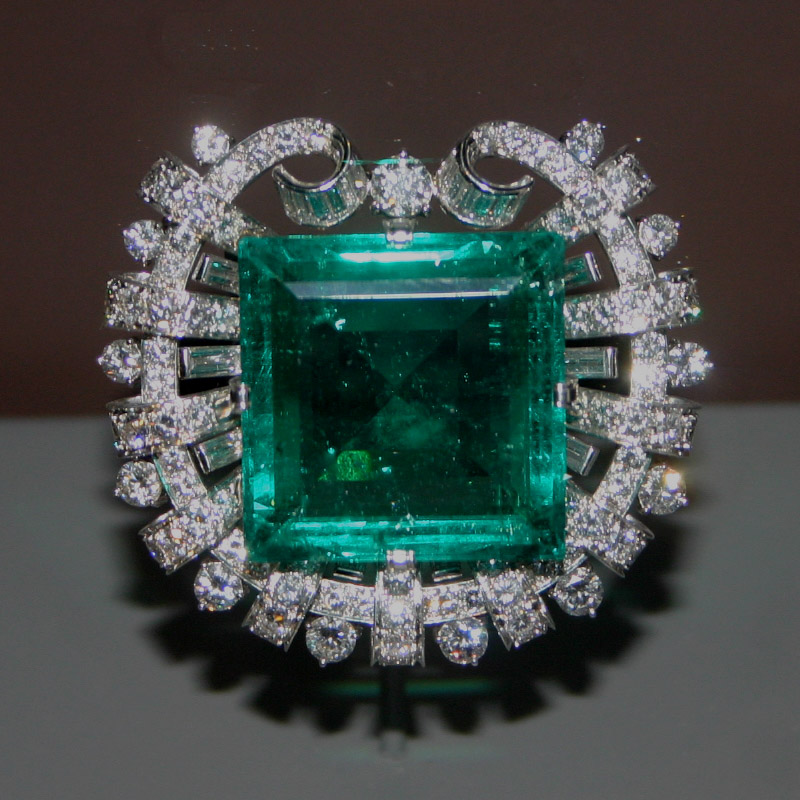
Instantánea de la esmeralda Hooker engastada en un broche, una de las joyas más valiosas del mundo, procedente de un yacimiento colombiano

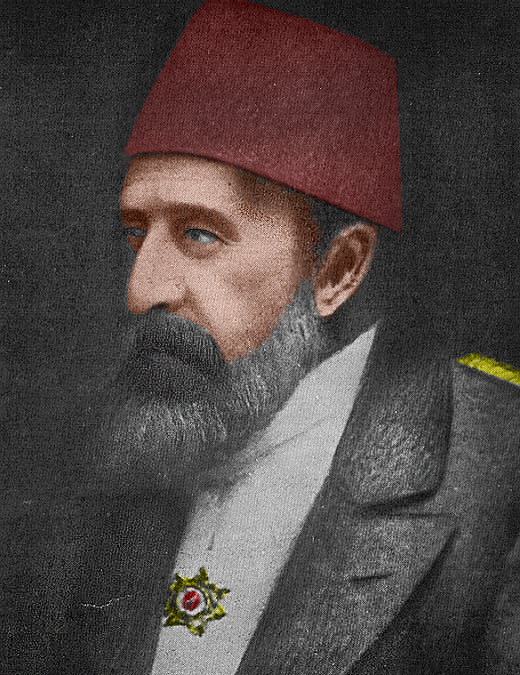
Abdul Hamid II, sultán otomano y uno de los antiguos propietarios de la esmeralda

La Esmeralda Hooker es una de las esmeraldas más valiosas y famosas del mundo; fue extraída entre los siglos XVI-XVII de una mina colombiana de ubicación desconocida, aunque por sus características podría proceder de las Minas de Muzo, por los conquistadores españoles, que posteriormente la enviaron en bruto a Europa para proceder a su pulido y cortado, para ser vendida con posterioridad a Abdul Hamid II, (21 de septiembre de 1842 - 10 de febrero de 1918), 34º sultán del Imperio otomano (31 de agosto de 1876 - 27 de abril de 1909), que la utilizó como hebilla de un ceñidor. En el año 1908 la esmeralda junto con varias joyas son enviadas por el sultán para su subasta en París, pero no es hasta el año 1911 cuando en una de las subastas la joyería Tiffany & Co adquiere la pieza para engastarla en una tiara, que al no ser vendida en décadas, en el año 1950 fue extraída de la misma para que formara parte de un broche. La joyería retuvo la pieza hasta el año 1955 cuando fue adquirida por Janet Annenberg Hooker, una filántropa norteamericana, en la cual se inspiró el nombre de la misma, y que en el año 1977 la donó al Instituto Smithsoniano.

## Características
- Forma: Broche.
- Color: verde claro.
- Quilates: 75,47 quilates.[1]
- Tamaño: 27 milímetros.
- Fecha de Extracción: siglo XVI-XVII.

## Conservación
La esmeralda forma parte de la colección permanente del Instituto Smithsoniano de Washington (Estados Unidos), después de ser donada al mismo en el año 1977 por la filántropa estadounidense Janet Annenberg Hooker; está catalogada con el número G7719.